# Jørgen Jørgensen (Det Radikale Venstre)
 Der er flere personer med dette navn, se Jørgen Jørgensen.
Jørgen Peter Laurits Jørgensen (i samtiden kaldt Jørgen Jørgensen (Lejre)) (19. maj 1888 i Kornerup, Lejre – 15. december 1974 i Roskilde) var en dansk radikal venstre politiker og højskolemand. Han blev født i Kornerup ved Lejre som søn af gårdmand Niels Jørgensen.
Efter folkeskolen var han på Vallekilde Højskole 1906-07 og på Tune Landboskole 1910-11, og han tog på nogle korte studieophold ved landbrug i Skotland og Tyskland. Han blev uddannet ved landbruget og havde 1923-53 sin slægtsgård Bispegården ved Lejre i forpagtning (tidligere fæstegård). Bispegården tilhørte grevskabet Ledreborg. 
Han sad først i sogneråd, derefter i Roskilde amtsråd (1928-38). Blev i den periode valgt ind i Folketinget i Frederiksborg Amtskreds i 1929, og blev formand for Det Radikale Venstres rigsdagsgruppe (1934-35, 1945-57 som i 1953 ændrede navn til folketingsgruppe).
Han prægede som undervisningsminister i to perioder folkeskolereformerne i 1937 og 1958. Fik ligeledes gennemført det meget væsentlige lovkompleks om ungdomsskolerne i 1942. Alt dette havde sin rod i det grundtvigske friskole- og højskolemiljø. Han sad desuden i en række bestyrelser på landets skoler heriblandt Askov Højskole og Vallekilde Højskole.
Jørgen Jørgensens sønner Eigil Jørgensen og Erling Jørgensen blev begge fremtrædende embedsmænd som henholdsvis direktør for Udenrigsministeriet, departementschef i Statsministeriet og ambassadør i Bonn og Washington. Og departementschef i Finansministeriet. 
Sønnen Svend Jørgensen overtog forpagtningen af Bispegården efter sin far og blev amtsborgmester i Roskilde Amt. Sønnen Asger, der blev landmand i det nærliggende Gadstrup, var i en kort periode stedfortræder i Folketinget.

## Politisk karriere
- Medlem af Folketinget (24. april 1929 – 1960)

Frederiksborg amtskreds indtil 21. oktober 1935, derefter fra 22. oktober
Københavns amtskreds
- Undervisningsminister (4. november 1935 – 9. november 1942) Ministerierne: Thorvald Stauning II, III og Regeringen Vilhelm Buhl I
- Indenrigsminister (9. november 1942 – 5. maj 1945) egentlig kun indtil 29. august 1943 jf. Regeringen Scavenius
- Undervisningsminister (28. maj 1957 – 7. september 1961) Regeringerne: H.C. Hansen II, Viggo Kampmann I, Viggo Kampmann II
- Folketingets 3. næstformand 1947-1957
- Medlem af Nordisk Råd 1952-1957